# Tony Ganios
Tony Ganios (21 de Outubro de 1959 – 18 de fevereiro de 2024) foi um ator americano. Em 1979 ele fez sua estréia no cinema como um heróico durão com o nome de Perry em The Wanderers. Ele também foi mais conhecido por interpretar Anthony 'Meat' Tuperello no filme de comédia Porky's de 1982, a sequência de 1983 Porky's II: The Next Day e a sequência de 1985 Porky's Revenge!. Outro papel bem conhecido de Tony está no filme Duro de Matar 2 como Baker, um membro do grupo terrorista. E ele atuou como um ex-jogador de futebol que virou um homem de montanha no filme Continental Divide de John Belushi.
Ganios havia aparecido em alguns episódios da série de TV dos anos 1980 Wiseguy como Mike 'Mooch' Cacciatore, ele fez uma aparição em um episódio de Scarecrow and Mrs. King. Ele virou um semi-aposentado depois de Duro de Matar 2 para ser um agente de seguros em Nova York, mas chegou a voltar para Hollywood, para atuar, escrever e produzir.

## Morte
Ganios morreu no domingo, 18 de fevereiro de 2024, após ser hospitalizado por causa de uma infecção na medula espinhal.

## Filmografia
- The Wanderers (1979)
- Back Roads (1981)
- Continental Divide (1981)
- Porky's (1982)
- Porky's II: The Next Day (1983)
- Porky's Revenge! (1985)
- Duro de Matar 2 (1990)
- The Taking of Beverly Hills (1991)
- Ring of the Musketeers (1992) (TV)
- Rising Sun (1993)

1. ↑  Evans, Greg (20 de fevereiro de 2024). «Tony Ganios Dies: 'Porky's', 'The Wanderers' Actor Was 64». Deadline (em inglês). Consultado em 20 de fevereiro de 2024